# Richard von Meerheimb
Richard von Meerheimb, également Meerheim, (né le 14 janvier 1825 à Großenhain et mort le 16 janvier 1896 à Loschwitz ; nom complet Richard Albert von Meerheimb) est un colonel et écrivain saxon (pseudonyme Hugo von Meer).

## Biographie

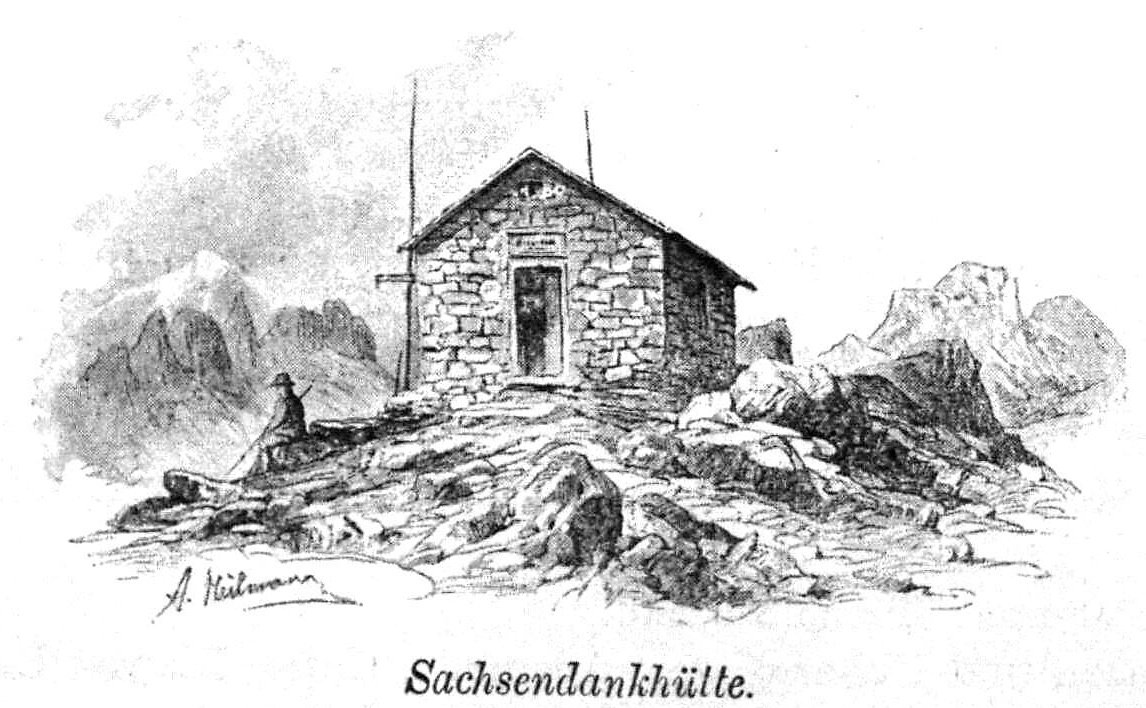
Sachsendankhütte (Rifugio Nuvolau) vers 1894

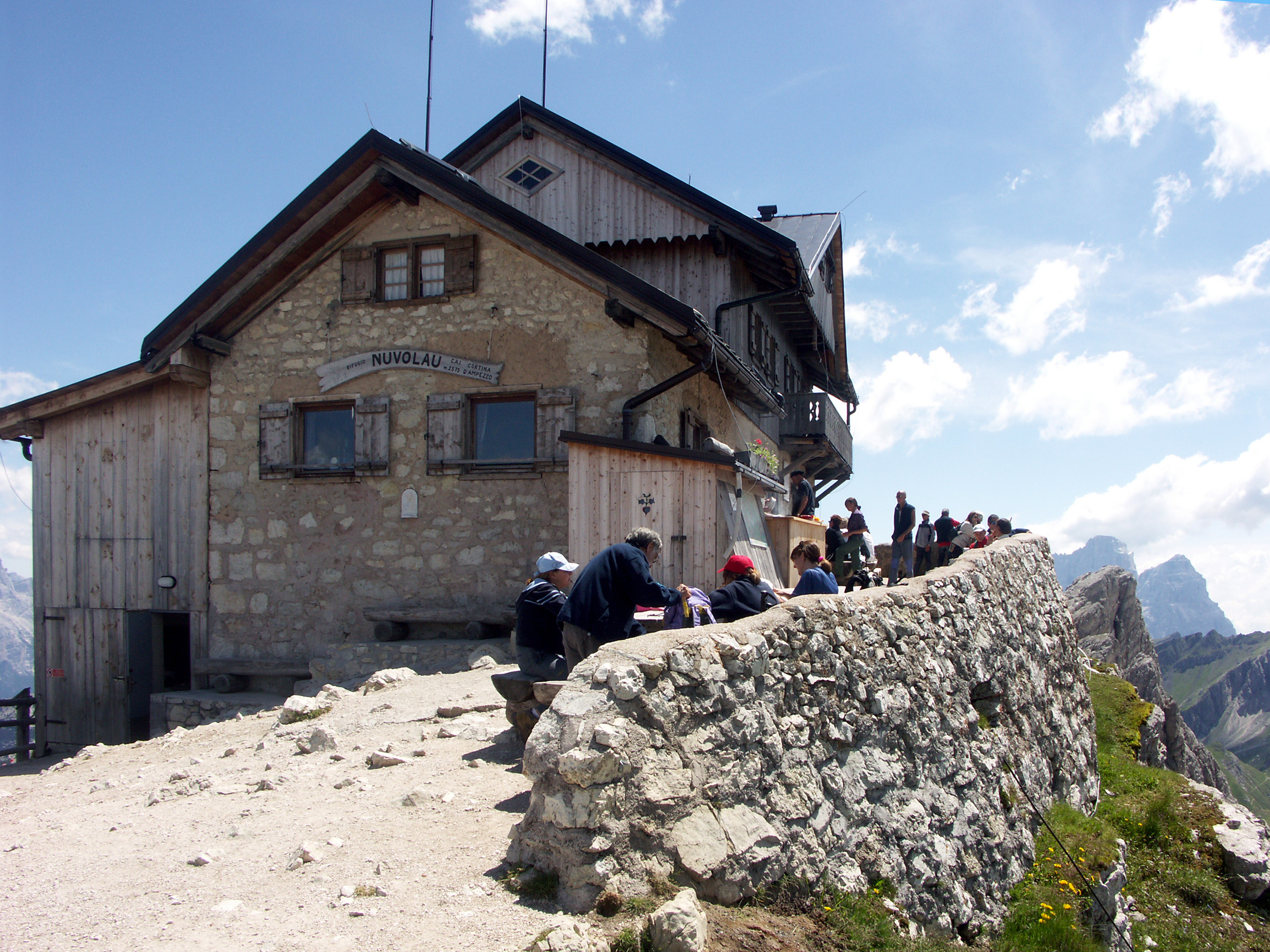
Rifugio Nuvolau 2005

Richard von Meerheimb est issu de la branche saxonne de la famille (von) Meerheim (b) (de). Il est un petit-fils du professeur Gottfried August Meerheim (de) de Wittemberg et le fils de l'officier de cavalerie saxonne Franz Ludwig August von Meerheim (b) (1785-1858), qui en 1844 est reconnu par la noblesse saxonne.
En 1839, il rejoint le Corps de cadets saxons et en 1842, il rejoint le 100e régiment de grenadiers à Dresde en tant que portepeejunker. Ici, il est nommé officier en 1844. En 1849, il participe à la lutte contre le soulèvement de mai de Dresde et est promu capitaine ; En 1866, il est utilisé comme commandant de compagnie dans la guerre austro-prussienne contre la Prusse. Le 29 juin 1866, il est grièvement blessé lors du combat de Gitschin. Dans la guerre franco-prussienne de 1870/71, il est lieutenant-colonel dans le 103e régiment d'infanterie. Puis il prend congé de colonel et s'installe à Dresde.
Vers 1880, il tombe malade d'une maladie pulmonaire et cherche à se rétablir à Cortina d'Ampezzo. Il est guéri et par gratitude, il fait un don d'argent à la section locale du club alpin allemand et autrichien, à la condition que le montant soit utilisé pour construire un refuge. La cabane est la première du genre dans les Dolomites et est ouvert le 11 août 1883 sous le nom de "Sachsendankhütte" et existe toujours aujourd'hui.
Il décède des suites d'une grave maladie au sanatorium de Loschwitz et est enterré dans le cimetière interne de Neustadt (de).

## Travail
Meerheimb travaille comme écrivain et traducteur dès son plus jeune âge et publie initialement des ballades et des nouvelles. Son premier ouvrage majeur est le poème héroïque Gulat und Tschadra (1848) sur les batailles circassiennes. En 1860, il publie les mémoires d'un vétéran russe de son père. La plupart de ses poèmes sont liés aux conditions et aux relations des cercles sociaux individuels ou aux événements de l'époque et aux courants quotidiens.
Pour l'Allgemeine Deutsche Biographie, il a écrit 46 biographies pour la plupart militaires dans les volumes A à K.
Dans les dernières années de sa vie, il est l'un des premiers à expérimenter la forme artistique du monodrame et fonde la Litterarische Gesellschaft Psychodrama en 1892 pour la maintenir. Il est considéré comme celui qui a inventé le terme psychodrame et influence ainsi Rainer Maria Rilke, entre autres.

## Honneurs
- Ordre militaire de Saint-Henri
- Ordre de la couronne de fer
- Ordre royal de François Ier
- Ordre de la maison de Saxe-Ernestine
- Croix de fer

## Œuvres
Ses œuvres se trouve dans les archives de l'État saxon, principales archives de l'État de Dresde .

## Travaux
- Die Sachsen an der Moskwa. 1853
- Soldatenwelt. 1857
- Poetenwelt. 1859
- Nieder mit Babylon. 1861
- Frauenwelt. 1862
- Trutz Dänemark und Kopenhagen. 1863
- Paul Kinishi. 1865
- Kriegs- und Leidensfahrten eines Schwerverwundeten. 1866
- Fürstenwelt. 1873
- Von Palermo bis Gaëta: Der Kampf in Italien um Thron und Thrones-Ehre 1860–1861. Dresden 1865
- Melodramenwelt. 1886
- Psychodramatisches Material. 1888
- Eine Nacht auf dem Parkett 1896